# الصقر 2 (مسلسل)
الصقر الجزء الثاني من مسلسل الصقر المسلسل السوري الشامي، وهو إستكمال للأحداث ي الجزء الأول مع العديد من التطورات ويحكي عن الزعامة وغيرها من المشاكل وعن الأحتلال الفرنسي وعن الثأر وجمع الثروة وغيرها من المسلسل من إخراج حسان العياش و تأليف نور عزالدين و بطولة أيمن زيدان , سلوم حداد , تيم حسن , منى واصف , أيمن رضا , عبد المنعم عمايري , كندة حنا و غيرهم.

## طاقم العمل
الأبطال الأساسيون
- أيمن زيدان - سلوم حداد
- سمر سامي
- تيم حسن
- أيمن رضا
- عبد المنعم عمايري
- كندة حنا
- جلال شموط

بطولة
- عبد الهادي الصباغ
- قمر خلف
- وفاء موصللي
- شكران مرتجى
- عبد الفتاح المزين
- غزوان الصفدي
- محمد حداقي
- أمانة والي
- ضحى الدبس
- معتصم النهار
- أناهيد فياض
- مديحة كنيفاتي
- محمد قنوع
- ناهد الحلبي
- هبة نور
- غادة بشور
- جيانا عنيد
- وليد حصوة
- هشام كفارنة
- مازن ست البنين
- رولا أبيض
- رهف شقير
- نور رافع

بالأشتراك مع
- سامر المصري
- صباح جزائري
- مها المصري
- قيس الشيخ نجيب
- ديمة الجندي
- عبد الحكيم قطيفان
- سليم كلاس

ضيوف الشرف
- باسم ياخور
- أمل عرفة
- سامية الجزائري
- باسل خياط
- أمل بوشوشة
- ميسون أبو أسعد
- نزار أبو حجر - ليليا الأطرش
- فادي صبيح - رغداء شعراني
- هدى شعراوي - عدنان أبو الشامات
- علاء الزعبي - وسيم الرحبي
- جانيار حسن - ليا مباردي

و النجم المهم
- عباس النوري